# Fédération internationale de sports d'obstacles

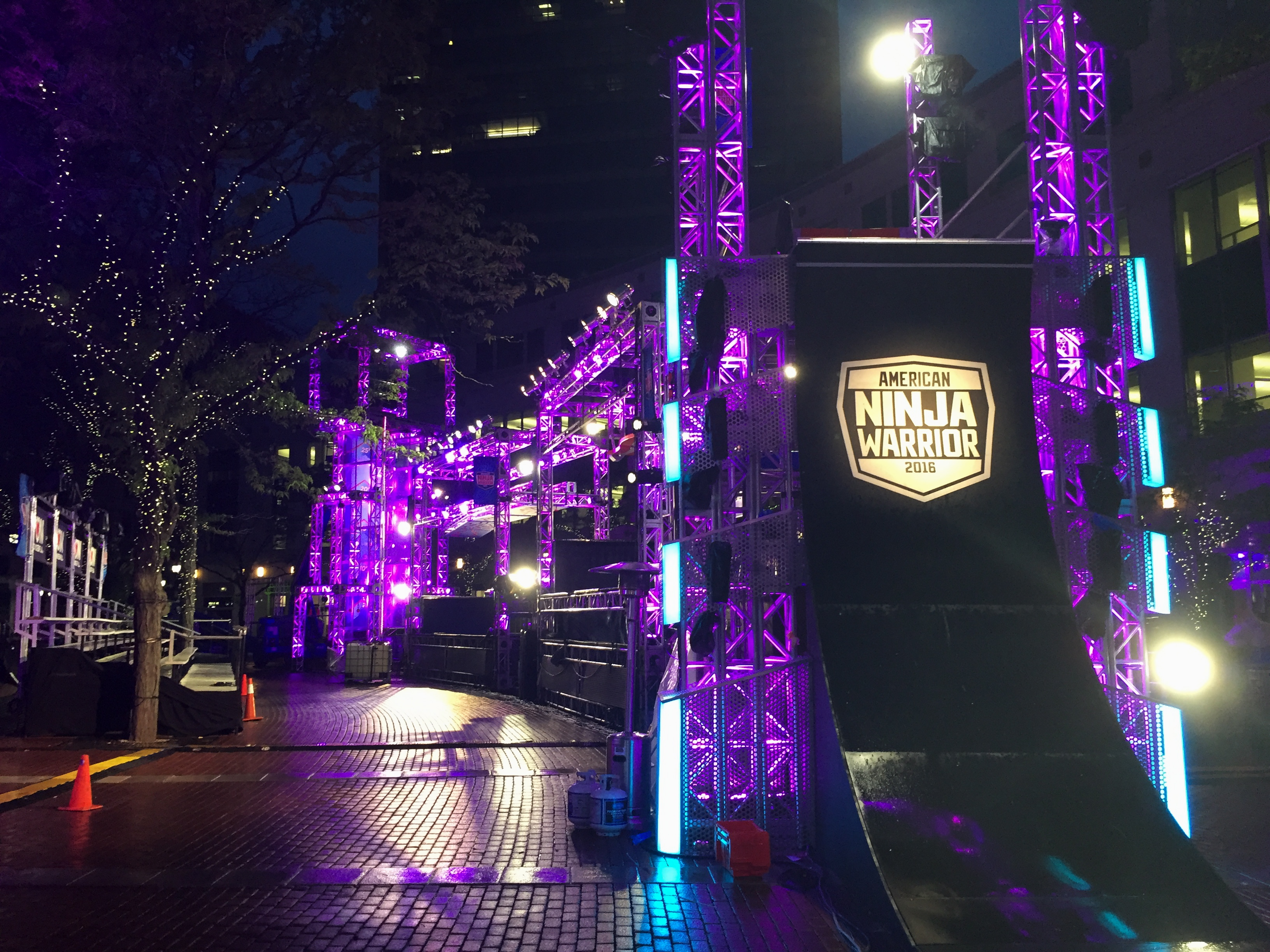
American Ninja Warrior

La Fédération internationale de sports d'obstacles, dénommée également en anglais World Obstacle, est une association internationale qui fédère les fédérations nationales de courses à obstacles, courses d'aventure et courses de format Ninja Warrior.
La fédération a été fondée officiellement en 2018.
L'IPSF est devenu membre observateur depuis septembre 2021,.
Outre la promotion et la réglementation du sport, la FISO organise également des championnats du monde pour chaque discipline.
- Course d'aventure : les événements incluent des sprints de quelques heures à travers une expédition . Les obstacles naturels du terrain tels que les montagnes , les déserts , les rivières et les océans sont courants.
- Course Ninja : des individus et des équipes s'affrontent sur des obstacles de style Ninja Warrior . Les compétitions se déroulent sur des parcours entre 25 m et 200 m de long avec 4 obstacles Ninja Warrior ou plus, avec des compétitions en tête-à-tête ou des compétitions chronométrées .
- Courses d'obstacles : ces courses peuvent avoir jusqu'à 30 000 participants et varient en longueur de 3 km (court parcours), 5 km (international), 12-15 km (standard), 21 km (long parcours) à 50 km (ultra).

## Histoire
Dès 2014, une initiative de constituer les premières briques d'une fédération internationale est lancée sous l'impulsion de l'Américain Ian Adamson et de la franchise Spartan Race (en).
En 2015, l'International Obstacle Racing Federation (IORF) tient son premier congrès. En 2016, la dénomination adopté est Obstacle Course Racing Federation (OCRF, fédération de course à obstacles et le siège s'installe à Lausanne. L'idée d'organiser des championnats continentaux est avancée.
En 2017, l’IORF prend son nom actuel de Fédération Internationale de Sport d’Obstacles (FISO) et utilise par la suite la marque World OCR. 
Les premiers championnats du monde organisé par la FISO sont programmés en 2020 à Sotchi avec trois formats annoncés : Ninja World OCR, 3 km et 12+ km. Finalement, avec la crise liée à la Pandémie de Covid-19, le championnat est repoussé en 2021 puis 2022 avec quatre formats : 100m Sprint OCR (10 obstacles), 3km OCR (20+ obstacles), 12km OCR (40+ obstacles), 3km OCR par équipe.
Les premiers championnats du monde d'Altitude OCR ont été organisés en Tanzanie dans le cratère du Kilimandjaro à plus de 5 000 mètres

## Associations membres
En 2021, la fédération regroupe une 128 nations mais en 2018, seule une centaine sont référencées sur le site officiel.
| Afrique | Amériques | Asie-Pacifique | Europe |
| --- | --- | --- | --- |
| - Botswana - Cameroun (Obstacle Sports Federation of Cameroon) - Égypte (Egyptian Obstacle Sports Federation) - Ghana - Kenya (Kenyan Obstacle Sports Federation) - Maroc - Mozambique - Namibie - Nigeria (Nigerian Obstacle Sports Federation) - Afrique du Sud (Obstacle Sports Federation South Africa) - Tanzanie (OCR Tanzania) - Tunisie (Association Tunisienne des Sports d’Obstacles) - Ouganda (Uganda Obstacle Sports Federation) - Zimbabwe | - Antigua-et-Barbuda - Argentine (Corredor Andino) - Bahamas (The Bahamas Federation of Obstacle Sports) - Barbade - Brésil (Brazilian Federation of Obstacle Course Racing OCR Brazil) - Canada (Obstacle Sports Canada, OSC) - Chili (OCR Chile) - Colombie - Costa Rica (Federacion de Urbanatlon Costa Rica) - Dominique - Grenade - Guadeloupe - Guatemala (Asociación Nacional Carrera de Obstáculos Guatemala) - Jamaïque (Jamaica Obstacle Sports Federation) - Martinique - Mexique (Federación México Carrera de Obstáculos) - Montserrat - Nicaragua - Panama - Paraguay (OCR Paraguay) - Pérou - Porto Rico - Sainte-Lucie - Saint-Vincent-et-les-Grenadines - Trinité-et-Tobago - États-Unis (USA Obstacle Course Racing) - Venezuela (Venezuela Obstacle Sports F | - Australie (Australian Federation of Obstacle Sports) - Bahreïn (Bahrain Obstacle Racing Club) - Brunei (Brunei Obstacle Sports Federation) - Cambodge (Cambodia Association of OCR) - Chine (China Obstacle Sports Federation) - Chinese Taipei - Hong Kong (Hong Kong Obstacle Course Racing Association) - Inde (Indian Federation of Adventure Sports and Racing) - Indonésie (Indonesia Obstacle Sports Federation) - Iran (Sport Art Passing Obstacles) - Japon - Kazakhstan - Corée du Sud - Koweït (The Kuwaiti Sports Committee of Obstacles and Endurance) - Laos (Lao Obstacle Federation) - Malaisie (Malaysian Obstacle Racing Sports Association) - Îles Mariannes du Nord et Guam (Marianas Obstacle Sports Federation) - Nouvelle-Zélande (New Zealand Obstacle Sports Association) - Oman (Oman Obstacle Sports Committee) - Pakistan (Pakistan Obstacle Course Racing Association) - Philippines (Pilipinas Obstacle Sports Federation POSF) - Arabie saoudite (Saudi Obstacle Course Racing) - Singapour (Obstacle Course Racing Singapore OCRS) - Tadjikistan (Tajikistan Obstacle Sport Federation) - Thaïlande (OCR Thailand) - Émirats arabes unis (UAE OCR ) | - Albanie (OCR Albani) - Autriche (Austrian Obstacle Sports Federation) - Biélorussie (Belarusian Obstacle Sports Federation) - Belgique (Belgium Obstacle Course Racing Association) - République tchèque (Česká Asociace Překážkových Sportů) - Danemark (Danish Obstacle Course Racing Association) - Estonie (Estonia Multisport Union OCR Estonia) - Finlande - France (Union Francaise de Sports d'Obstacles) - Géorgie (Obstacle Sports Georgia OSG) - Allemagne (OCRA Germany OCRA Germany) - Gibraltar (OCR Gibraltar Rock Warriors) - Grande-Bretagne (UK Obstacle Sports Federation) - Hongrie (Hungarian Obstacle Course Racing Association) - Irlande (OCR Association Ireland OCRA Ireland) - Italie (Federazione Italiana OCR FIOCR) - Liechtenstein (Liechtenstein Obstacle Sports Federation) - Lituanie (OCR Lithuania OCR Lithuania) - Malte (Malta Sport for All MSFA) - Pays-Bas (OCRA Netherlands) - Norvège (Norwegian OCR Association) - Pologne (OCR Polska) - Portugal (Portugal OCR OCR Portugal) - Roumanie (Romanian Obstacle Course Racing Association) - Russie (OCR Russia) - Slovaquie (OCRA Slovakia) - Espagne (OCRA España) - Suède (Swedish Athletics Association) - Suisse (Swiss Obstacle Sports Federation) - Turquie (Turkish Sport for All Federation) - Ukraine (Obstacle Racing Federation of Ukraine) |